# Драгољ
Драгољ је насеље у Србији у општини Горњи Милановац у Моравичком округу. Према попису из 2022. било је 218 становника.
Драгољ је једно од најпознатијих села некадашње Качерске капетаније. Није ни чудо, јер је у Драгољу живео Арсеније Лома, учесник Првог и Другог српског устанка који се налазио на челу Качерске кнежине чије је седиште било у Драгољу. Овде се налазе Запис Веснин храст (Јеловик), Запис Живановића крушка (Драгољ), Запис Зељића храст (Драгољ) и Запис Нишавића шљива (Драгољ). Овде се налази Крајпуташ Јаћиму Петровићу у Драгољу, као и стари надгробни споменици у Драгољу (општина Горњи Милановац).

## Територијална припадност
Село је удаљено 35 км од Горњег Милановца. Драгољ је данас једно од 62 сеоска насеља на територији општине Горњи Милановац и простире се на 1166 хектара, а налази се на надморској висини од 270 до 440 м. Драгољ је мењао своју територијално-политичку припадност. Припадао је Белановици, Љигу, Руднику, кратко време Лазаревцу, да би почетком друге половине 20. века коначно припао општини Горњи Милановац. Драгољ је периферно село своје општине, и делом своје територије граничи се са општином Љиг а делом се граничи са општином Аранђеловац.

## Туризам и географија
Драгољ је слабо насељено и незагађено село, а у њему се може наћи и туристички смештај. Драгољ се налази близу варошице Белановице, а на 6 километара од села је врх Острвица.
Село лежи у басену Качера, са леве стране реке је село, а са десне сеоски атар. Село је са источне стране од Босуте одвојено реком Расловом.
Село је разбијеног типа, али су куће збијеније него у осталим селима, те чини као неку средину између старовлашког и шумадијског типа села. Особито су куће ублизу по појединим засеоцима, а нарочито су збијене на сеоском атару.
У селу има шест заселака: Раковац, Селиште, Подгорје, Равниште, Под-Перишиним Брдом и Сеоски Атар.
У селу има 117 кућа, од којих је у Раковцу 19, Селишту 28, Подгорју 11, Равништу 22, Под-Перишиним Брдом 22 и на Сеоскома Атару 15 кућа.

##### Клима
У Драгољу је, као у целом Качеру и Шумадији континентална клима. Зимски период је исте дужине као у селима горњег Качера (Босуте, Заграђа, Трудеља и Драгоља) и нешто је дужи од зима у равничарским крајевима Шумадије. Кишни период је од раног пролећа па до касне јесени. Мештани се још сећају 1952. године када су пресушили сви потоци, а веће реке се свеле само на вирове. За разлику од те године, 1969. године је била велика поплава када су се сви потоци и реке излили из својих корита и направили непроцењиву штету. Магле су веома честе у јесен, али најчешће прекривају већа узвишења. У Драгољу најчешће дува северац, који некада својом снагом руши дрвеће. Температурне разлике су у селишту поред реке и до 8 степени ниже од осталих крајева.

## Рељеф
По конфигурацију терена село Драгољ већим делом спада у брдско-планинско подручје, док сеоски атар припада равничарском подручју где преовладавају површине подесне за обраду.
У брдско-планинском делу се налази се неколико узвишења виших од 400 метара. Међу њима су Кикови, Равништа, Драгољско брдо... Међутим за све досељене у Драгољ ове висине нису биле сметња за њихово насељавање јер је већина досељених долазила од Сјенице, Ужица, Нове Вароши из знатно већих узвишења од ових у Драгољу.
Ако се погледа карта ширег подручја долине Качера види се да Драгољ представља положај са средњом висином у односу на села горњег Качера — Босуте, Варница, Заграђа, Трудеља, која су знатно виша, и села доњег Качера чије су висинске коте знатно ниже.

## Историја
У средњовековној Србији Драгољ се првобитно звао Преторина. Под именом Драгољ први пут се помиње у турском попису 1528. године. Тада је имао 7 домова.
По народном причању неки Турчин је бацио драги камен у извор, који се по томе назвао Драгољицом, а по томе је село добило име.
Становништво Драгоља се пред најездом Турака иселило. Поновно насељење уследило је у 18. веку када су се доселили људи из Старог Влаха.
Тек 1718. у аустријским мапама налазимо Драгољ и Калановац (Калањевци). Овде се Козељ јавља као Кожељ, а Шутци као Штулци, Трудељ као Тврдин, Поњанице као Пољани, Варнице као Сијавица....
На сеоском атару постоји место Старо Село, близу кога је мађарско гробље. Друго мађарско гробље је у Равништу, а треће близу садашњег гробља. Два последња су са леве стране Качера. И овде се, као и у Босути, налазе исти онакви стари новци.
У ратовима у периоду од 1912. до 1918. године село је дало 199 ратника. Погинуло их је 111 а 88 је преживело.

## Демографија
У пописима село је 1910. године имало 987 становника, 1921. године 720, а 2002. године тај број је спао на 368.
У насељу Драгољ живи 321 пунолетни становник, а просечна старост становништва износи 50,0 година (48,7 код мушкараца и 51,5 код жена). У насељу има 133 домаћинства, а просечан број чланова по домаћинству је 2,74.
Ово насеље је великим делом насељено Србима (према попису из 2002. године), а у последња три пописа, примећен је пад у броју становника.

## Легенда о називу села
Професор Миодраг Јаћимовић забележио и објавио у збирци "Качерске легенде" 1978. године:
„Некакав Турчин носио је своју робу на коњу. Била је упекла Божја звезда.
Кад је био добро ожеднио наиђе на јак извор. Одмарао се Турчин крај тог извора и било му је лепо. И како да награди хладну изворску воду, баци драги камен у њу.
И од тог драгог камена наста име села Драгољ.”

## Занимљивости
Драгољ је можда једино село у Србији са стотинак кућа и три позивна броја фиксне централе. Наиме, дешава се да комшије, које дели само ограда, морају да позову позивни број да би успоставили телефонску везу.

## Знамените личности
Знамените личности који су живеле или су пореклом из Драгоља:
- Арсеније Лома (1778—1815), војвода у оба српска устанка;
- Душан Дугалић (1910-1942), учесник Народноослободилачке борбе и народни херој Југославије;
- Цветомир Радовановић Цвеле, певач;
- Мирко Николић, режисер.

|  |

| Демографија | Демографија | Демографија |
| Година      | Становника  | Становника  |
| ----------- | ----------- | ----------- |
| 1948.       | 974         |             |
| 1953.       | 971         |             |
| 1961.       | 892         |             |
| 1971.       | 726         |             |
| 1981.       | 613         |             |
| 1991.       | 512         | 510         |
| 2002.       | 364         | 364         |
| 2011.       | 338         |             |

| Етнички састав према попису из 2002.‍ | Етнички састав према попису из 2002.‍ | Етнички састав према попису из 2002.‍ | Етнички састав према попису из 2002.‍ | Етнички састав према попису из 2002.‍ |
| ------------------------------------ | ------------------------------------ | ------------------------------------ | ------------------------------------ | ------------------------------------ |
|                                      |                                      |                                      |                                      |                                      |
| Срби                                 | Срби                                 |                                      | 361                                  | 99,17%                               |
| непознато                            | непознато                            |                                      | 0                                    | 0,0%                                 |

| Година пописа     | 1948. | 1953. | 1961. | 1971. | 1981. | 1991. | 2002. |
| ----------------- | ----- | ----- | ----- | ----- | ----- | ----- | ----- |
| Број домаћинстава | 204   | 205   | 215   | 188   | 176   | 162   | 133   |

| Број чланова      | 1  | 2  | 3  | 4  | 5  | 6  | 7 | 8 | 9 | 10 и више | Просек |
| ----------------- | -- | -- | -- | -- | -- | -- | - | - | - | --------- | ------ |
| Број домаћинстава | 42 | 39 | 10 | 16 | 12 | 10 | 2 | 2 | 0 | 0         | 2,74   |

| Пол    | Укупно | Неожењен/Неудата | Ожењен/Удата | Удовац/Удовица | Разведен/Разведена | Непознато |
| ------ | ------ | ---------------- | ------------ | -------------- | ------------------ | --------- |
| Мушки  | 171    | 37               | 102          | 28             | 4                  | 0         |
| Женски | 159    | 9                | 107          | 41             | 2                  | 0         |
| УКУПНО | 330    | 46               | 209          | 69             | 6                  | 0         |

| Пол    | Укупно                    | Пољопривреда, лов и шумарство | Рибарство                            | Вађење руде и камена | Прерађивачка индустрија       |
| ------ | ------------------------- | ----------------------------- | ------------------------------------ | -------------------- | ----------------------------- |
| Мушки  | 101                       | 62                            | 0                                    | 0                    | 22                            |
| Женски | 70                        | 60                            | 0                                    | 0                    | 5                             |
| УКУПНО | 171                       | 122                           | 0                                    | 0                    | 27                            |
| Пол    | Производња и снабдевање   | Грађевинарство                | Трговина                             | Хотели и ресторани   | Саобраћај, складиштење и везе |
| Мушки  | 2                         | 2                             | 3                                    | 0                    | 4                             |
| Женски | 0                         | 0                             | 1                                    | 1                    | 0                             |
| УКУПНО | 2                         | 2                             | 4                                    | 1                    | 4                             |
| Пол    | Финансијско посредовање   | Некретнине                    | Државна управа и одбрана             | Образовање           | Здравствени и социјални рад   |
| Мушки  | 0                         | 2                             | 0                                    | 3                    | 0                             |
| Женски | 0                         | 0                             | 0                                    | 1                    | 2                             |
| УКУПНО | 0                         | 2                             | 0                                    | 4                    | 2                             |
| Пол    | Остале услужне активности | Приватна домаћинства          | Екстериторијалне организације и тела | Непознато            | Непознато                     |
| Мушки  | 0                         | 0                             | 0                                    | 1                    | 1                             |
| Женски | 0                         | 0                             | 0                                    | 0                    | 0                             |
| УКУПНО | 0                         | 0                             | 0                                    | 1                    | 1                             |